# مایکل کوتس
مایکل کوتس (به انگلیسی: Michael Coats) فضانورد اهل کشور ایالات متحده آمریکا است که در ۱۶ ژانویهٔ ۱۹۴۶ میلادی در ساکرامنتو زاده شد. وی در مأموریت اس‌تی‌اس-۴۱-دی، اس‌تی‌اس-۲۹، اس‌تی‌اس-۳۹ حضور داشته است.